# Bradley Lord
Pour les articles homonymes, voir Lord.
Bradley Lord, né le 22 août 1939 dans le comté d'Essex (Massachusetts) et mort le 15 février 1961 à Berg (Province du Brabant flamand en Belgique), est un patineur artistique américain, champion des États-Unis et vice-champion nord-américain en 1961. Il meurt lors de la catastrophe aérienne du vol 548 Sabena.

## Biographie

### Carrière sportive
Bradley Lord s'entraîne avec Montgomery Wilson au Skating Club de Boston. Il est champion des États-Unis en 1961. Il représente son pays à deux championnats nord-américains (1959 à Toronto et  1961 à Philadelphie où il conquiert la médaille d'argent), et deux mondiaux (1959 à Colorado Springs et 1960 à Vancouver).
Parallèlement à sa carrière sportive, il fréquente l'Université de Boston et voulait poursuivre une carrière dans l'art commercial. Mais en route pour les mondiaux de 1961 prévus à Prague, son avion s'écrase près de Bruxelles, en Belgique, tuant tous les passagers. Il a 21 ans.

### Hommage
Bradley Lord est intronisé au Temple de la renommée du patinage artistique américain en 2011.

## Palmarès
| Compétition                                                                                            | 1958 | 1959 | 1960 | 1961 |
| Jeux olympiques d'hiver                                                                                |      |      |      |      |
| Championnats du monde                                                                                  |      | 8e   | 6e   | CA   |
| Championnats d'Amérique du Nord                                                                        |      | 5e   |      | 2e   |
| Championnats des États-Unis                                                                            | 5e   | 4e   | 4e   | 1er  |
| Légende : CA = Championnats du monde 1961 annulés à cause de la catastrophe aérienne du vol 548 Sabena |      |      |      |      |